# Левин, Михаил Григорьевич
Михаил Григорьевич Левин (2 января 1923, Киев — 3 августа 1993, Лос-Анджелес, Калифорния) — советский шахматист, мастер спорта СССР (1958). Инженер.
В Киеве выступал за «Авангард». Участник многих первенств УССР (лучший результат — в 1953 — 3—4-е места).
На войне техник-лейтенант Левин получил два тяжёлых ранения.

## Спортивные результаты
| Год  | Город | Соревнование                  | + | − | =  | Результат | Место |
| ---- | ----- | ----------------------------- | - | - | -- | --------- | ----- |
| 1953 | Киев  | 22-й чемпионат Украинской ССР | 5 | 1 | 7  | 8½ из 13  | 3—4   |
| 1954 | Киев  | 23-й чемпионат Украинской ССР | 4 | 7 | 7  | 7½ из 18  | 15    |
| 1958 | Киев  | 27-й чемпионат Украинской ССР | 5 | 2 | 9  | 9½ из 21  | 8     |
| 1959 | Киев  | 28-й чемпионат Украинской ССР | 2 | 6 | 13 | 8½ из 21  | 16—17 |
| 1961 | Киев  | 30-й чемпионат Украинской ССР | 3 | 5 | 7  | 6½ из 15  | 11—13 |
| 1962 | Киев  | 31-й чемпионат Украинской ССР | 1 | 8 | 8  | 5 из 17   | 15—17 |